# بولشوی لوگ
بولشوی لوگ (انگلیسی: Bolshoy Log) یک منطقه حفاظت‌شده در بخش کراسننسکی در استان بلگورود کشور روسیه است.